# Dartford FC
A Dartford Football Club egy 1888-ban alapított angliai labdarúgóklub Dartfordból. A csapat az angol labdarúgó-bajnokság hatodosztályának déli régiójában szerepel. A hazai mérkőzések a klub környezetbarát stadionjában, a Princes Parkban vannak, amely 2006 novemberében nyílt meg. A klub 1888-ban alakult meg a Dartford Working Men's Club tagjaiból.

## Sikerlista
- FA Trophy döntős - 1973-74

## Játékoskeret
Frissítve: 2020. június 5-én
| # |     | Poszt | Név                  |
| - | --- | ----- | -------------------- |
| — | SLE | K     | Alhaji Sesay         |
| — | ENG | K     | Mark Smith           |
| — | ENG | K     | James Town           |
| — | ENG | V     | Nick Arnold          |
| — | SCO | V     | Tom Bonner           |
| — | MSR | V     | Craig Braham-Barrett |
| — | GUY | V     | Matthew Briggs       |
| — | WAL | V     | Josh Hill            |
| — | ENG | V     | Sanchez Ming         |
| — | ENG | V     | Ronnie Vint          |
| — | ENG | V     | Jordan Wynter        |
| — | ENG | KP    | Luke Allen           |
| — | ENG | KP    | Sam Blackman         |
| — | ENG | KP    | Cameron Brodie       |

| # |     | Poszt | Név                |
| - | --- | ----- | ------------------ |
| — | ENG | KP    | Billy Crook        |
| — | ENG | KP    | Ryan Hayes         |
| — | ENG | KP    | Lee Noble          |
| — | AFG | KP    | Noor Husin         |
| — | ENG | KP    | Jack Jebb          |
| — | ATG | KP    | Kyjuon Marsh Brown |
| — | ENG | KP    | Luke Wanadio       |
| — | ENG | CS    | Darren McQueen     |
| — | ENG | CS    | Liam Nash          |
| — | ENG | CS    | Andy Pugh          |
| — | ENG | CS    | Elliott Romain     |
| — | ENG | CS    | Charlie Sheringham |
| — | ENG | CS    | Norman Wabo        |

## Híres játékosok
- Somogyi Csaba

## Vezetőség
- Elnök: Bill Archer, társelnökök Steve Irving és Dave Skinner
- Igazgatók: Bob Blair; Mark Brenlund; Tony Burman; Harry Extance; Norman Grimes; Jeremy Kite;
- Titkár: David Boswell, Peter Martin

### Szakmai stáb
- Vezetőedző: Steve King
- Másodedző:Paul Sawyer; Steve Mosley
- Kapusedző: Larry Rajah
- Csapatorvos: Anthony Adeyileka
- Szertáros: Mike Lance

## Fordítás
- Ez a szócikk részben vagy egészben  a   Dartford F.C. című angol Wikipédia-szócikk fordításán alapul.  Az eredeti cikk szerkesztőit annak laptörténete sorolja fel. Ez a jelzés csupán a megfogalmazás eredetét és a szerzői jogokat jelzi, nem szolgál a cikkben szereplő információk forrásmegjelöléseként.